# Alex Von-Schwedler
Álex Christian Von Schwedler Vásquez (Santiago, 17 de febrero de 1980) es un exfutbolista chileno de origen alemán, que se desempeñaba como defensa central. Jugando en clubes de Italia, Austria, Portugal, Chipre y en su país. Fue internacional con la selección chilena.

## Trayectoria
Alex Von Schwedler comenzó su carrera en la cantera de la  Universidad de Chile. Debutó por el club laico en 1998. En la temporada 1999 se consagró como defensa alternando en el equipo, siendo uno de los pilares del equipo que ganó el campeonato. En la temporada 2000, fue un jugador clave bajo el escuadrón del entrenador César Vaccia, ganó su segundo título de liga y una Copa Chile.

### Pasos por Europa
Luego de dos grandes campañas en la «U», se marchó en 2003 al Bari de Italia, fue un jugador clave en el club, estando constantemente como titular sin embargo peleando por no descender a la Serie C.                                                                                                  A mediados de 2004 se fue al fútbol austriaco, al SV Pasching a préstamo por seis meses donde jugó solo dos partidos, después fue vendido al Red Bull Salzburg en donde tuvo un paso opaco porque no fue muy considerado jugando pocos partidos.                                                                                            A mediados de 2006 se marcha al CS Marítimo de Portugal en donde logró bastante continuidad, jugando muchos partidos, pero en el cual jugó solo una temporada, Al año siguiente tuvo un paso por el Alki Larnaca de Chipre donde encontró bastante regularidad y a mediados de 2008 regresa a Portugal donde firmó en el Os Belenenses,  para la temporada 2008-09. Hizo su debut en Belenenses contra Sporting Lisboa el 20 de septiembre de 2008. Jugó poco y se fue libre del club al final de la temporada.      

### Vuelta a Chile
En octubre de 2009 fichó por Colo-Colo (archirrival de su club formador) por un periodo de 3 meses debido a la lesión del defensor Miguel Riffo, firmando un contrato hasta el final del Torneo de Clausura. Durante ese período de tiempo, Von-Schwedler sólo jugó el segundo tiempo de un amistoso frente a Santiago Wanderers. Cuando ingresó al campo, fue abucheado por los partidarios de Colo-Colo, debido a su pase para la archirrival del club, la Universidad de Chile. Apareció en el banco en algunas ocasiones y no jugó ningún partido. Sin embargo, se proclamó campeón del Torneo de Clausura; en diciembre de 2009, se fue del club.                                                                                                                    Después de varios meses sin jugar al fútbol, von Schwedler recibe una oferta del Real España de la Primera División de Honduras el 7 de julio de 2010. Sin embargo, un día después, Von Schwedler llegó a un acuerdo con Everton de Viña del Mar, uniéndose a ese club, anunciando que no jugará para el Real España.
El 17 de julio de 2010, debutó para Everton de Viña del Mar contra Audax Italiano en una derrota por 2-0. El 24 de julio, en su segundo partido para el club, marcó su primer gol para el club contra la Universidad Católica en un empate 1–1 en el Estadio Sausalito, en el mismo juego también recibió una tarjeta roja. Después de la partida de Nelson Acosta, desafortunadamente el equipo fue relegado a la Primera B. El 5 de marzo de 2011, von Schwedler anotó su primer gol en la Primera B en una victoria en casa por 4-0 ante Antofagasta. Sin Embargo el año 2012  ganan una Liguilla de Promoción de Chile ante la  U. de Concepción logrando el ascenso a Primera División de Chile.

## Selección nacional
Jugó en cuatro ocasiones para el equipo nacional de fútbol de Chile, sin marcar goles. debutó en la Selección de fútbol de Chile en un partido ante Estados Unidos en el año 2000 y el 24 de marzo de 2007, jugó su último partido para Chile que fue contra Brasil en una derrota por 4-0 en el estadio Ullevi en Suecia. En este partido, cometió un penal a Lúcio en el minuto 15, recibió una tarjeta amarilla, finalmente este penal fue anotado por Ronaldinho y terminó siendo reemplazado por Reinaldo Navia en el minuto 46. También jugó en la selección de fútbol sub-23 de Chile.

### Partidos internacionales
| Partidos internacionales | Partidos internacionales | Partidos internacionales                            | Partidos internacionales | Partidos internacionales | Partidos internacionales | Partidos internacionales | Partidos internacionales | Partidos internacionales | Partidos internacionales |
| N.º                      | Fecha                    | Estadio                                             | Local                    | Resultado                | Visitante                | Goles                    | DT                       | Competición              |                          |
| ------------------------ | ------------------------ | --------------------------------------------------- | ------------------------ | ------------------------ | ------------------------ | ------------------------ | ------------------------ | ------------------------ | ------------------------ |
| 1                        | 29 de enero de 2000      | Estadio Francisco Sánchez Rumoroso, Coquimbo, Chile | Chile                    | 1-2                      | Estados Unidos           |                          | Nelson Acosta            | Amistoso                 |                          |
| 2                        | 2 de febrero de 2000     | Estadio Ricardo Saprissa, Tibás, Costa Rica         | Costa Rica               | 1-0                      | Chile                    |                          | Nelson Acosta            | Amistoso                 |                          |
| 3                        | 17 de abril de 2002      | Parkstad Limburg Stadion, Kerkrade, Países Bajos    | Turquía                  | 2-0                      | Chile                    |                          | César Vaccia             | Amistoso                 |                          |
| 4                        | 24 de marzo de 2007      | Estadio Ullevi, Gotemburgo, Suecia                  | Brasil                   | 4-0                      | Chile                    |                          | Nelson Acosta            | Amistoso                 |                          |
| Total                    | Presencias               | 4                                                   | Goles                    | 0                        |                          |                          |                          |                          |                          |

| Selección chilena | Selección chilena | Selección chilena |
| Año               | Partidos          | Goles             |
| ----------------- | ----------------- | ----------------- |
| 2000              | 2                 | 0                 |
| 2002              | 1                 | 0                 |
| 2007              | 1                 | 0                 |
| Total             | 4                 | 0                 |

## Clubes
| Club                 | País     | Año       |
| -------------------- | -------- | --------- |
| Universidad de Chile | Chile    | 1998-2002 |
| Bari                 | Italia   | 2003-2004 |
| SV Pasching          | Austria  | 2004      |
| Red Bull Salzburg    | Austria  | 2005-2006 |
| CS Marítimo          | Portugal | 2006-2007 |
| Alki Larnaca FC      | Chipre   | 2007-2008 |
| Os Belenenses        | Portugal | 2008-2009 |
| Colo-Colo            | Chile    | 2009      |
| Everton              | Chile    | 2010-2014 |

## Palmarés

### Campeonatos nacionales
| Título           | Club                 | País  | Año    |
| ---------------- | -------------------- | ----- | ------ |
| Primera División | Universidad de Chile | Chile | 1999   |
| Primera División | Universidad de Chile | Chile | 2000   |
| Copa Chile       | Universidad de Chile | Chile | 2000   |
| Primera División | Colo-Colo            | Chile | 2009-C |

- Datos: Q540402